# Невини (филм из 1961)
Невини (енгл. The Innocents) је готички психолошки хорор филм из 1961. године, режисера и продуцента Џека Клејтона, у коме главне улоге тумаче Дебора Кер, Мајкл Редгрејв и Мегс Џенкинс. Сценарио су адаптирали Вилијам Арчибалд и Труман Капоте на основу новеле Окретај завртња Хенрија Џејмса, док је Арчибалдова сопствена представа − такође под насловом Невини − била примаран извор текста. Радња филма прати гувернанту која пази на двоје деце на њиховом великом имању, која почиње да се плаши да имање прогањају духови и да су деца опседнута.
Арчибалдов оригинални сценарио за Невине био је заснован на премиси да су приказани паранормални догађаји истинити. Незадовољан Арчибалдовим ставом о изворном материјалу, режисер Џек Клејтон је позвао америчког писца Трумана Капотеа да преради сценарио. Капотеове преправке су укључиле психолошке теме, што је резултовало коначном верзијом која сугерише друге алтернативе заплету. Филм је сниман делимично на локацији у готичкој вили Шефилд парка у Сасексу, док су неке сцене снимљене у студију у Сарију. Снимљен у CinemaScope формату, филм користи смело минимално осветљење као и дубок фокус, које је користио сниматељ Фреди Френсис да би постигао препознатљиву − и понекад клаустрофобичну − атмосферу. Филм је такође био пионир у употреби синтетизованог електронског звука који је креирала Дафне Орам. Клејтон је био незадовољан оригиналном партитуром филма француског композитора Жоржа Орика и затражио је неке измене. Међутим, пошто Орик није био доступан због здравствених проблема, Клејтон се обратио В. Ламберту Вилијамсону.
Филм је премијерно приказан 24. новембра 1961. у Лондону, док је у америчким биоскопима објављен наредног месеца. Био је номинован за две награде БАФТА, у категоријама за најбољи филм и најбољи британски филм. Психолошке основе сценарија довеле су до тога да је филм био предмет бројних критичких и стручних есеја, посебно у области теорије филма. Новине The Guardian су га одабрале као један од 25 најбољих хорор филмова икада снимљених.

## Радња
Госпођица Гиденс се пријављује за свој први посао гувернанте, а богати стриц нежења који је интервјуише није забринут због њеног недостатка искуства. Он цени своју слободу путовања и дружења, и без стида признаје да „нема места, ментално или емоционално” за свог нећака и нећакињу. Они су остали сирочад и остављени су му на бригу као бебе, а он их чува у Блају, свом великом сеоском имању. Претходна гувернанта, Мери Џесел, изненада је умрла пре мање од годину дана. Све до чега му је стало је да госпођица Гиденс прихвати пуну одговорност за децу, као и да га никада не узнемирава било каквим проблемима који се могу појавити.
У Блају, госпођица Гиденс је одмах опчињена Флором, нећакињом. Она се такође спријатељава са госпођом Гроус, љубазном домаћицом. Дечак Мајлс је одсутан у интернату, али се убрзо враћа у Блај након што је избачен из школе јер је „лоше утицао” на своје вршњаке. Госпођа Гроус каже да не може да замисли да се Мајлс лоше понаша, а када госпођица Гиденс лично упозна дечака, и она сматра да су његови учитељи претерали. Дечак делује шармантно и зрело – иако можда превише зрело, са кокетним ласкањем својој гувернанти.
Госпођица Гиденс убрзо постаје узнемирена повременим чудним понашањем и тајновитошћу деце, а сметају јој бестелесни гласови и привиђења мушкарца и жене који се појављују у кући и на имању, а које госпођа Гроус из њихових описа идентификује као госпођицу Џесел и стричевог собара, Питера Квинта, који је такође мртав. Госпођа Гроус такође невољно открива да су њих двоје били у вези. Госпођица Гиденс закључује да духови Квинта и госпођице Џесел запосели тела деце како би могли физички да наставе своју везу. Одлучна је да их избави овог поседнућа, прво планирајући да прекрши обећање дато њиховом стрицу и да му пише, али је осујећена појавом уплакане госпођице Џесел у кућној учионици. Затим шаље госпођу Гроус и Флору код стрица у Лондон.
Остављена сама са Мајлсом, госпођица Гиденс га притиска да прича о духовима и да открије зашто је избачен из школе. У почетку, Мајлс је неискрен и двосмислен, али на крају признаје да је друге дечаке уплашио насиљем и вулгарним језиком. Она му налаже да каже ко га је научио таквом језику и понашању. Мајлс изненада почиње да виче непристојне увреде и манијакално да се смеје, а Квинтово лице се појављује на прозору иза њега, придружујући се дечаковом смеху. Мајлс тада истрчава напоље; госпођица Гиденс га прати, молећи га да „каже његово име”. Квинт се појављује на живици у близини, али чини се да га Мајлс не види. Он коначно узвикне Квинтово име, а Квинт одмахне руком. Мајлс се изненада укипи и пада на земљу. Госпођица Гиденс га држи у наручју и уверава га да је слободан. Тада схвата да је Мајлс мртав. Јецајући, нагиње се над њега и љуби га у усне.

## Улоге
| Глумац          | Улога            |
| --------------- | ---------------- |
| Дебора Кер      | госпођица Гиденс |
| Мајкл Редгрејв  | стриц            |
| Питер Вингарде  | Питер Квинт      |
| Мегс Џенкинс    | госпођа Гроус    |
| Мартин Стивенс  | Мајлс            |
| Памела Франклин | Флора            |
| Клајти Џесоп    | Мери Џесел       |
| Ајла Камерон    | Ана              |